# Muskoka (fiume)
Il Muskoka  è un fiume del Canada che scorre nell'Ontario. Il fiume nasce in Ontario, nel Parco provinciale di Algonquin, poi scorre per 8 chilometri fino ad immettersi nel fiume Moon.
| Controllo di autorità | VIAF (EN) 315130893 · LCCN (EN) sh90001959 · J9U (EN, HE) 987007551198305171 |